# Lewin Brzeski
Lewin Brzeski est une ville de Pologne, située dans le sud du pays, dans la voïvodie d'Opole. Elle est le siège de la gmina de Lewin Brzeski, dans le powiat de Brzeg.

## Histoire
De 1742 à 1945, Löwen fait partie de l'arrondissement de Brieg (de) dans le district de Breslau au sein de la province de Silésie.